# Közöttünk az űr
A Közöttünk az űr (The Space Between Us) 2017-ben bemutatott amerikai sci-fi kalandfilm, melyet Peter Chelsom rendezett és Allan Loeb, Stewart Schill, valamint Richard Barton írt. A főszereplők Asa Butterfield, Britt Robertson, Gary Oldman és Carla Gugino. A forgatás 2015. szeptember 14-én kezdődött Albuquerque-ben (Új-Mexikó).

## Cselekmény
Nathaniel Shepard, a Genesis vezérigazgatója elindítja az első missziót a Marsra. Az utazás során a vezető űrhajós, Sarah Elliot, felfedezi, hogy terhes. Röviddel a leszállás után, meghal eclampsia miatt, miközben világra hozza az első Marson született embert, Gardner Elliot-ot. A gyermek apja ismeretlen. Nathaniel végül úgy dönt: titokban tartja a marsi gyermeket, hogy elkerülje a vállalat PR-katasztrófáját, és biztonságban tartsa a gyermeket.
Tizenöt évvel később Sarah fia, Gardner Elliot felnőtt. Egy kíváncsi, rendkívül intelligens fiú. Egy nap annak érdekében, hogy többet tudjon az édesanyjáról, felkapja a Centaur-ot, egy robotot, amely segített építeni a marsi bázist, hogy hozzáférjen a hajó raktárához. Ott kiveszi anyja tárgyait. Köztük egy esküvői gyűrűt és egy USB-meghajtót. Egy videót játszik le róla, amiben egy férfi látható egy tengerparti házban. Abbéli meggyőződésében, hogy az apját látja, elhatározta, hogy megtalálja őt.
Gardner bejelentkezik egy internetes csevegőszobába, ahol online kapcsolatot alakított ki Tulsa-val, egy Colorado állambeli intelligens lánnyal, aki folyamatosan keveredik egy nevelőotthonból a másikba. Egy genetikai rendellenesség miatt Gardner nem jöhet a Földre, mert abba belehalhat.
Pótédesanyja, az űrhajós Kendra Wyndham videón kapcsolatba lép Nathaniel-lel és Tom Chen igazgatóval, hogy tájékoztassa őket Gardner rendkívüli hírszerzéséről és megkéri őket, hogy engedjék meg neki, hogy elmehessen a Földre. Nathaniel megtagadja, mivel Gardnernek nagyon kockázatos műtéten kell átesnie, hogy megnöveljék a csontsűrűségét, majd felkészüljön a Föld atmoszférikus nyomására. Gardner mindenesetre megkezdi a kezelést, és sok edzés után ő, Kendra és más űrhajósok elindulnak a Földre.
Az űrsikló érkezésének napján Nathaniel felfedezi, hogy Gardner a fedélzeten van. Dühösen szembesíti Tomot, aki elrejtette ezt tőle. Haragja ellenére Nathaniel meglátogatja Gardnert, aki karanténba kerül a NASA-ban, miközben orvosi vizsgálatot végez annak megállapítására, hogy alkalmas-e a Földi életre. Kendra látogatása után Gardner felfedezi, hogy nem illik a Földre. Megdöbbentő, merész menekülést állít össze, hogy megtalálja Tulsa-t. Amikor meglátja őt, Tulsa megpofozza és Gardnert szidja, hogy "7 hónapig nem halott felőle, de ő megbocsát Neki, és meggyőzi őt Gardner, hogy segítsen neki megtalálni az apját. Elmennek a házhoz amit a videóban láttak, de Nathaniel és Kendra megtalálják őket. Egy balesetet szenved el Gardner és Tulsa. 
A gyászoló Nathaniel és Kendra egymást hibáztatják. Miután felfedezték, hogy semmiféle testet nem találtak a roncsban, rengeteg pusztító hírt kapnak – Gardner teste veszélyesen magas troponinszintet tartalmaz , ami azt jelenti, hogy megnagyobbodott szívverése van . A szíve képtelen állni a Földi légköri nyomást, ezért Gardneret azonnal vissza kell vinni a Marsra, hogy túlélje. A keresés folytatódik a megújult lelkesedéssel, és CCTV-n felfedezik Gardner és Tulsa-t egy szupermarket parkolójában, ahol vásároltak ruhát és élelmet az útra. Az út során Gardner elmondja Tulsának az igazságot -, hogy a Marson született és nőtt fel. Tulsa nem hajlandó elfogadni az igazságot, kidobja az autóból, de megbocsátja neki, miután Gardner megígérte, hogy soha többé nem hazudik Tulsa-nak, bár még mindig nem hisz Gardner-nek a lány.
Éjszaka a csillagok alatt fekszenek, ahol szerelmet vallanak egymásnak. Reggel elmennek egy sámánhoz. aki hozzájárul ahhoz, hogy segít nekik. Gardner orra elkezd vérzik, elrejti a lány elől, míg Tulsa hozzáfér a nyilvántartásokhoz, hogy eljussannak a Beachland-i házhoz, amely Kaliforniában van Summerlandben .
Mielőtt elkezdenék utazni, megkerülnek Las Vegasba. Gardner orra újra vérzik, és összeesik, és kórházba kerül. Miután a kórházban röntgenfelvételen látszik, hogy mi baja van Gardner-nek Tulsa elmondja, hogy most már elhiszi, hogy Marson született, de azt tervezi, hogy elhagyja a kórházban, mielőtt a nevelőszülei odaérnek, mivel Gardner túlságosan beteg, hogy együtt folytassák útjukat. Gardner tudja, hogy nem fog sokáig élni a Földön, és csak annyit akar, hogy találkozzon az apjával, mielőtt meghal. Tulsa segít neki megmenekülni. Lopnak egy autót, és elindulnak a tengerparti házhoz. Ott találkoznak az emberrel a videóból, aki kiderül, hogy ő nem Sarah Elliot férje, hanem Gardner apukájának a testvére. Ugyanakkor úgy gondolja, hogy a férfi hazudik neki. Gardner lemegy a tengerhez, ahol azt mondja Tulsának, hogy itt akar meghalni. Összeesik. Tulsa kétségbeesetten próbálja a parthoz húzni, de túl nehéz neki. Nathaniel és Kendra időben érkeznek, hogy megmentsék. Kiderül, hogy tudja, hogy Nathaniel tudja hogy ki az apja. Ő. Nathaniel, Kendra és Tulsa elviszik Gardner-t egy űrsiklóhoz . Azt tervezik, hogy elindul a sztratoszférába, hogy stabilizálják a fiút. Ez nem lehetséges a szimulációk során, de a kétségbeesett Nathaniel átveszi az irányítást és elindul a világűrbe. A Föld gravitációtól mentes, Gardner felébred.
Hamarosan Gardner űrrepülőgépet küld a Marsra. Tulsa és Gardner elválik egymástól. Kendra, aki a Földön tartózkodik, mert visszavonul a NASA-ból, magához veszi Tulsa-t. Elhatározzák, hogy csatlakoznak Gardnerhez a Marson. Tulsa csatlakozik Kendra képzési programjához. A Marson Nathaniel örül, hogy a fiával van.

## Szereplők
| Szerep             | Színész          | Magyar hang     |
| ------------------ | ---------------- | --------------- |
| Nathaniel Shepherd | Gary Oldman      | Háda János      |
| Gardner Elliot     | Asa Butterfield  | Czető Ádám      |
| Kendra             | Carla Gugino     | Bertalan Ágnes  |
| Tulsa              | Britt Robertson  | Kardos Eszter   |
| Tom Chen           | B. D. Wong       | Takátsy Péter   |
| Sarah Elliot       | Janet Montgomery | Kis-Kovács Luca |
| Harrison Lane      | Trey Tucker      | N/A             |
| Dr. Gary Loh       | Scott Takeda     | N/A             |
| Scott Hubbard      | Adande Thorne    | N/A             |

## Fordítás
Ez a szócikk részben vagy egészben  a   The Space Between Us (film) című angol Wikipédia-szócikk ezen változatának fordításán alapul.  Az eredeti cikk szerkesztőit annak laptörténete sorolja fel. Ez a jelzés csupán a megfogalmazás eredetét és a szerzői jogokat jelzi, nem szolgál a cikkben szereplő információk forrásmegjelöléseként.